# Kakadu žlutolící
Kakadu žlutolící (Cacatua sulphurea) je středně velký bílý kakadu, který obývá ostrovní část jihovýchodní Asie (Timor, Sulawesi, Malé Sundy a další menší ostrůvky). Ve své domovině patří mezi kriticky ohrožené druhy ptáků a je zařazen do seznamu kriticky ohrožených druhů CITES. Hlavním důvodem ohrožení je hlavně odchyt ptáků z divoké přírody pro místní i mezinárodní trh s domácími mazlíčky a zánik přirozených stanovišť.

## Systematika
Již v průběhu 18. století byl kakadu žlutolící importován do Evropy pro domácí chovy, což umožnilo raným evropským přírodovědcům druh blíže prozkoumat. V roce 1739 nejprve druh popsal i ilustroval anglický přírodovědec Eleazar Albin ve své knize A Natural History of Birds na základě exempláře vystaveném v místním hostinci The Tiger v londýnské čtvrti Tower Hill. Francouzský zoolog Mathurin Jacques Brisson měl možnost se s kakaduem setkat v Paříži a v roce 1760 jej zahrnul do svého díla Onithologie. V roce 1764 anglický přírodovědec George Edwards o druhu psal jako o „menším bílém kakaduu s bílou chocholkou“ ve své knize Gleanings of natural history. Francouz Georges Louis Leclerc de Buffon v roce 1779 kakadua žlutolícího zahrnul do Histoire Naturelle des Oiseaux.
K formálnímu popisu nicméně došlo až v roce 1788, kdy německý přírodovědec Johann Friedrich Gmelin popsal kakadua žlutolícího v rozšířeném vydání Linného veledíla Systema Naturae. Gmelin druh zařadil po bok dalších papoušků do rodu Psittacus a pojmenoval jej jako Psittacus sulphureus. Typovou lokalitou druhu je indonéský ostrov Sulawesi.
Moderní taxonomie druh zařazuje do rodu Cacatua, který vytyčil Louis Pierre Vieillot v roce 1817. Rozeznává se 5 poddruhů s následujícím rozšířením:
- C. s. sulphurea (Gmelin, JF, 1788) – Sulawesi a okolní menší ostrůvky (Muna, Butung a ostrovy Tukangbesi);
- C. s. abbotti (Oberholser, 1917) – souostroví Masalembu (mezi Borneem a Bali);
- C. s. djampeana Hartert, EJO, 1897 – od Tanahjampea na Kalaotoa a Madu (nedaleko Sulawesi);
- C. s. occidentalis Hartert, EJO, 1898 – Nusa Penida, od Lomboku na Alor (Malé Sundy);
- C. s. parvula (Bonaparte, 1850) – Timor.

Poddruhy djampeana a occidentalis jsou rozeznávány teprve od roku 2022 na základě studie z roku 2014. Tato studie rozeznala i poddruh paulandrewi endemický souostroví Tukangbesi, který však nebyl uznán Mezinárodní ornitologickou komisí (IOC). Poddruh citrinocristata byl původně považován za poddruh kakadua žlutolícího, avšak v roce 2023 došlo k jeho povýšení na samostatný druh kakadu sumbský (Cacatua citrinocristata).

## Výskyt
Areál rozšíření zahrnuje Timor, Sulawesi, Malé Sundy a další menší ostrůvky mezi Borneem, Austrálií a Novou Guineou. Menší, introdukovaná populace se nachází i v Hongkongu. Tato populace údajně pochází z ptáků, které v prosinci roku 1941 nechal vypustit hongkongský guvernér Sir Mark Aitchison Young z vládního domu bezprostředně před počátkem japonské okupace Hongkongu. Tato populace zahrnuje asi 200 jedinců, což představuje kolem 10 % z celkové populace.
Celková populace kakadua žlutolícího se odhaduje na pouhé 2000 dospělých jedinců.

## Popis

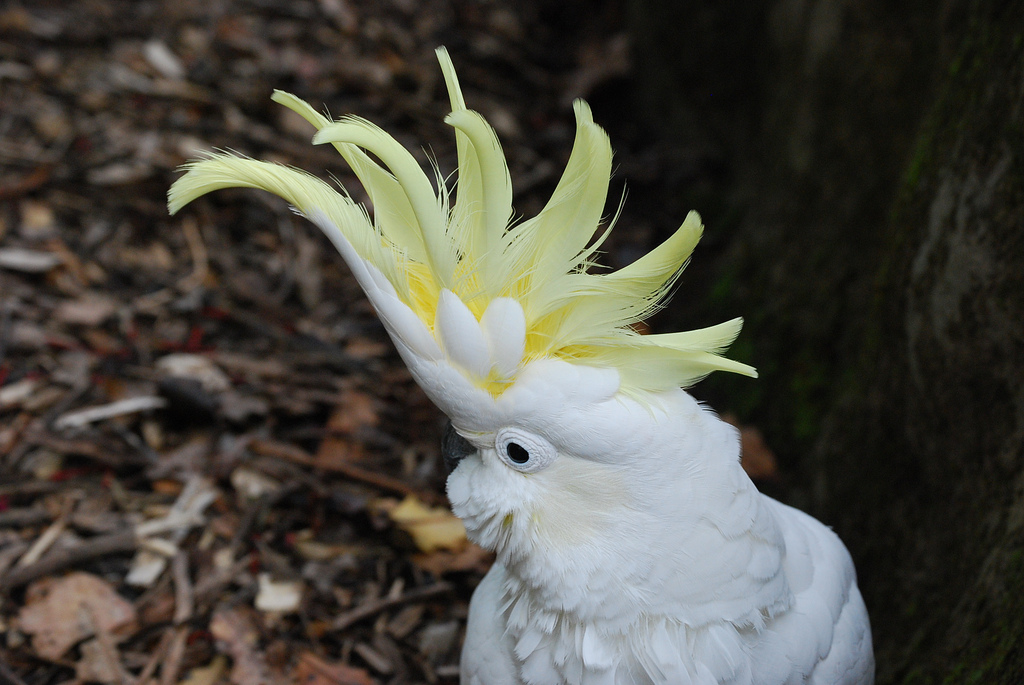
Detail chocholky

Tento středně velký kakadu s krátkým ocasem a zakulacenými křídly dosahuje délky těla kolem 33 cm. Dominantu hlavy tvoří dlouhá, tenká, dopředu zakřivená, vztyčitelná žlutá chocholka. Většina ostatního opeření je bílá. Příuší, peří na spodní straně křídel, spodině a na spodních ocasních krovkách je nažloutlé. Zobák je tmavý, neopeřený oční kroužek modrobílý, duhovka je tmavě hnědá a nohy šedé. Samice má o něco kratší zobák než samec a její duhovka je o něco červenější.

## Biologie a ekologie
Habitat druhu utváří lesy, lesní okraje i polosuché oblasti do nadmořské výšky 800 m, výjimečně až ke 1200 m n. m. Obývá i člověkem obdělávanou krajinu jako jsou zemědělská pole a kokosové plantáže. Typicky se vyskytuje v páru nebo v menších hejnech, občas smíšených s elektusy (Eclectus sp.). Zdržuje se hlavně v korunách stromů a v případě, že je tichý, je poměrně náročné jej spatřit. Většinou se však hlasitě projevuje drsným ječícím kek-kek-kek-kek. Podobně jako ostatní kakaduové, i kakadu žlutolící s oblibou podniká dešťové koupele. Na ostrově Komodo patří k přirozeným predátorům nedospělí jedinci varana komodského (Varanus komodoensis), kteří plení kakaduům jejich hnízda.

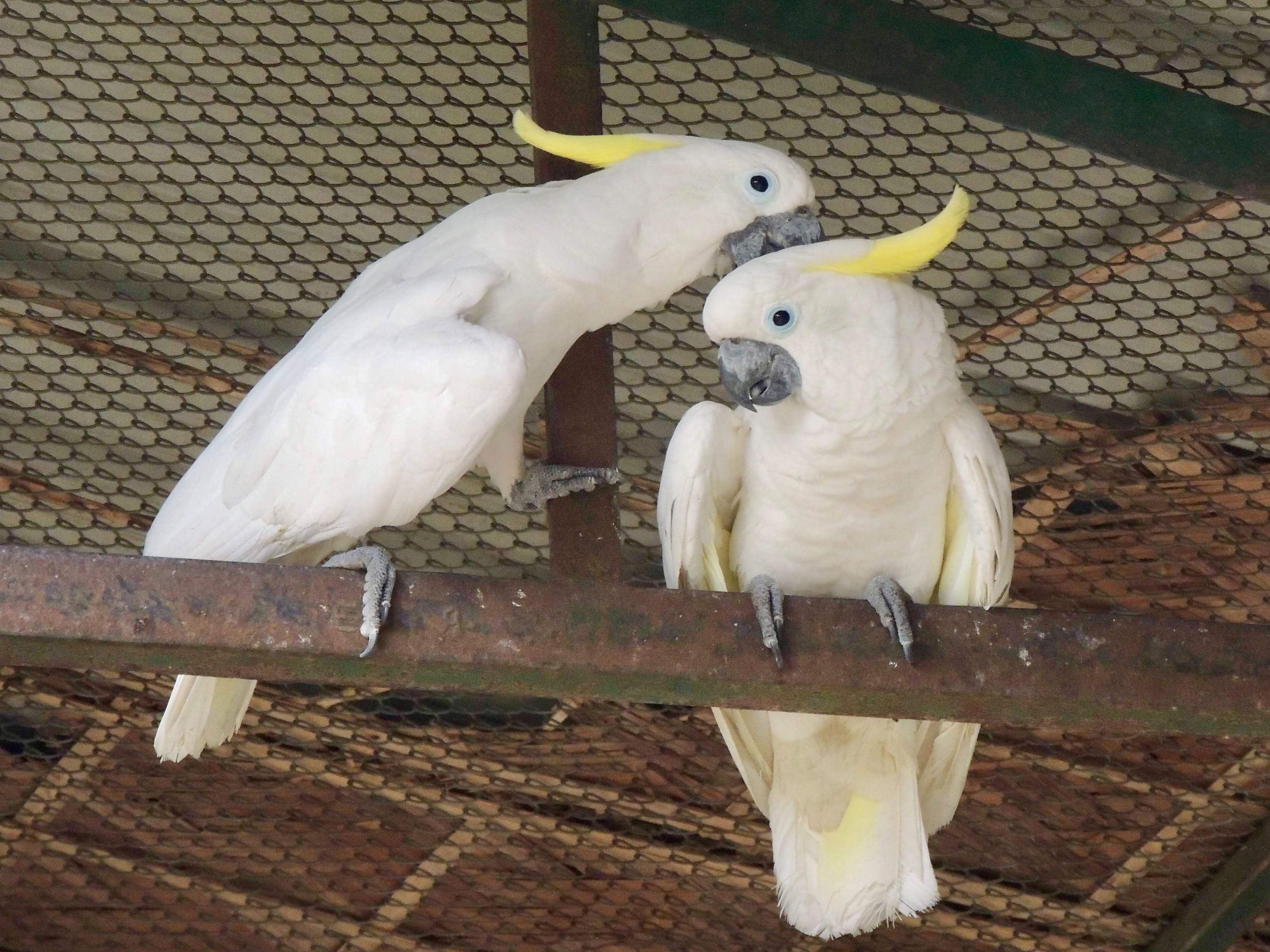
Pár při čištění peří

### Potrava
Potravu sbírá hlavně ve stromovém baldachýnu, avšak v případě bohatého potravního zdroje, jako je obilné pole, se bez problémů snese za krmením i na zem. V závislosti na lokaci požírá různé druhy ovoce, pupenů, mladých listů, ořechů, bobulí, květů a semen. Z ovoce lze zmínit místní drmky Vitex cofassus nebo Vitex galabra, Gmelina asiatica či Instia bijuga. Z introdukovaných plodin požírá např. banány, manga, fíky, opuncie, tamarindy či kvajávy.

### Hnízdění
Na ostrově Buton byli odchyceni jedinci připraveni k páření v září a říjnu, na ostrově Komodo v březnu a dubnu. Hnízdní v přirozených dutinách vzrostlých stromů. Preferuje hlavně dutiny ve tykvotvarém stromu Tetrameles nudiflora a částečně i v zederachovitých stromech z rodu Chisocheton. Samice klade až 1–3 vejce, inkubují oba partneři po dobu kolem 24 dní. Ptáčata vylétávají z hnízda ve věku kolem 10 týdnů. V divoké přírodě se dožívá 30–40 let, v zajetí i 70 let.

## Vztah k lidem

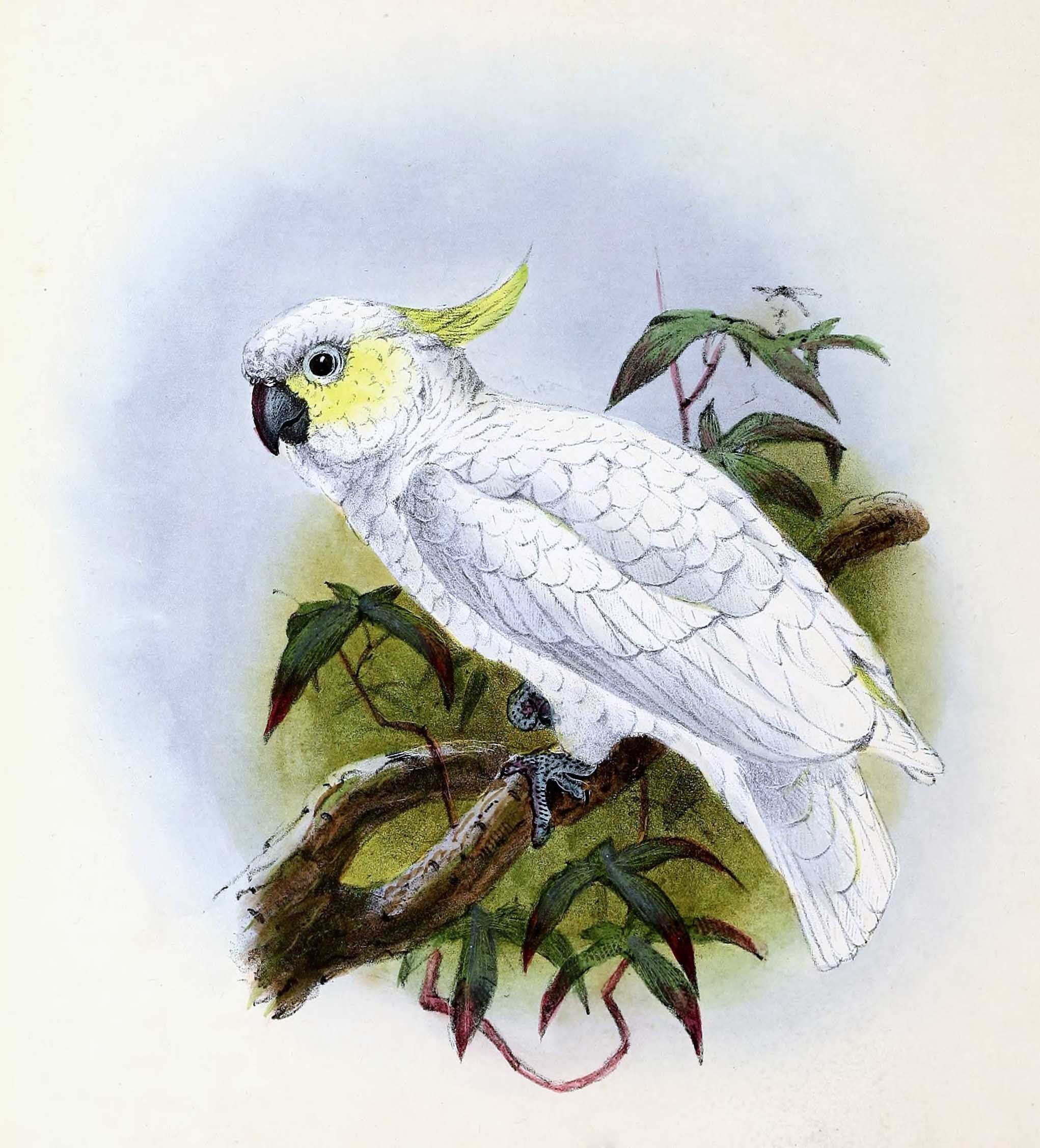
Ilustrace z roku 1876 (John Gerrard Keulemans)

### Ohrožení
Jedná se o kriticky ohrožený druh, který v minulosti zaznamenal dramatický úbytek početnosti, který pokračuje dodnes. Na vině je hlavně intenzivní odchyt kakaduů pro místní i mezinárodní chovy. Na úbytku populace se podepsala i destrukce životního prostředí, zejména odlesňování a využívání pesticidů. V minulosti byl druh považován za škůdce a byl loven místními farmáři a někdy byl loven i pro sportovní účely. K lovu patrně dochází v odlehlejších oblastech dodnes i přesto, že je místními úřady zakázán.

### Chov
Jedná se relativně hojně chovaný druh, který domácí chovatele láká hlavně svým relativně nenáročným chovem. Podobně jako ostatní kakaduové, i u kakadua žlutolícího je důležitý pravidelný přísun čerstvých větví na okus, protože kakaduům neustále roste zobák, který si potřebují obrušovat. Kakadu žlutolící nicméně dovede být poměrně hlučný.